# Relations entre l'Azerbaïdjan et la Bulgarie
Les relations diplomatiques entre l'Azerbaïdjan et la Bulgarie désignent les relations entre la République d'Azerbaïdjan et la République de Bulgarie depuis 1992.

## Histoire
Des relations bilatérales existent entre l'Azerbaïdjan et la Bulgarie dans les domaines politique, socio-économique, culturel et autres. La coopération est menée dans des domaines tels que le transport et le transit de marchandises, le tourisme, les produits pharmaceutiques, l'agriculture, la science et les hautes technologies, l'éducation, l'équipement militaire, etc.
Le gouvernement bulgare a reconnu l'indépendance de l'Azerbaïdjan le 14 janvier 1992 et les relations diplomatiques entre l'Azerbaïdjan et la Bulgarie ont été établies le 5 juin 1992.